# Hrvatski Grob
Hrvatski Grob (slovački: Chorvátsky Grob, mađarski: Horvátgurab) je selo i općina u zapadnoj  Slovačkoj u okrugu Senec i Bratislavskoj regiji. 

## Povijest
Chorvátsky na slovačkom znači Hrvatski. Na ovo područje Hrvati se naseljavaju u 16. stoljeću. Stanovnici Hrvatskoga Groba potječu s Banovine s područja između Siska i Hrvatske Kostajnice

## Stanovništvo
| Godina:     | 1994. | 2004.    | 2014.     | 2024.    |
| ----------- | ----- | -------- | --------- | -------- |
| Broj ljudi: | 1518  | 1787     | 4794      | 7885     |
| Razlika:    |       | +17,72 % | +168,27 % | +64,47 % |

| Godina:     | 2023. | 2024.   |
| ----------- | ----- | ------- |
| Broj ljudi: | 7690  | 7885    |
| Razlika:    |       | +2,53 % |

Godine 2001. imao je 1587 stanovnika, od toga 10 Hrvata.
Godine 2011. imao je 3789 stanovnika, od toga 31 Hrvata.

## Vanjske poveznice
- http://www.statistics.sk/mosmis/eng/run.html  Arhivirana inačica izvorne stranice od 16. studenoga 2007. (Wayback Machine)
- Municipal website (sl.)
- Matica, glasilo HMI, br. 7/2006.  Arhivirana inačica izvorne stranice od 23. srpnja 2007. (Wayback Machine) Hrvati u Slovačkoj: Hrvatski kulturni centar u Devinskom Novom Selu (veliki (PDF), 4,5 MB)